# DQ Геркулеса
DQ Геркулеса (она же Новая в Геркулесе  1934) является яркой новой, которая была обнаружена  в созвездии Геркулес в декабре 1934 года. Первый свет от вспышки был зафиксирован 13 декабря 1934 года, после чего звезда достигла пика яркости, имея видимую величину 1,5m 22 декабря 1934 года. Новая оставалась видимой невооруженным глазом в течение нескольких месяцев. При использовании скромного телескопа, новую звезду можно было наблюдать  значительно дольше.
DQ Геркулеса является прототипом целой категории катаклизмических переменных называемых промежуточными полярами. Магнитное поле его более слабое чем у обычных поляров  (H~107Гс), и альвеновский радиус в несколько раз меньше полости Роша. В этом случае аккреционный диск образуется и простирается до радиуса Альвена, где он разрушается. Также звёздная система показывает фликеринг (мерцание) — изменение среднего блеска, которое наблюдается на всех стадиях активности катаклизмических переменных. Период фликеринга 71 секунда —  самый короткий из известных — соответствует вращению сильно намагниченного белого карлика.
Система показывает изменения орбитального периода, вероятно, из-за присутствия третьего тела. 

## Субзвёздный компаньон
Астрономы Дай & Цянь (2009) предполагают наличие третьего объекта в системе DQ Геркулеса, чтобы объяснить наблюдаемые изменения в орбитальном периоде карликовой новой звезды. Если третье тело подтвердится, то, скорее всего компаньоном будет коричневый карлик.

## В популярной культуре
Новая была одним из самых ярких объектов, наблюдаемых в ночном небе. Кроме научных статей, вспышка звезды также получила широкое освещение в популярных новостных изданиях. Брэд Рикк, преподаватель английского языка в Университете Кейс Вестерн Резерв предположил, что вспышка DQ Геркулеса повлияла на появление истории о супергерое комиксов Супермене .